# Khu kinh tế cửa khẩu Ma Lù Thàng
Khu kinh tế cửa khẩu Ma Lù Thàng là một khu kinh tế cửa khẩu xung quanh cửa khẩu quốc gia Ma Lù Thàng, thuộc tỉnh Lai Châu, Tây Bắc Việt Nam. Cửa khẩu Ma Lù Thàng là điểm đầu của quốc lộ 12, cách thành phố Lai Châu 50 km .
Cửa khẩu Ma Lù Thàng thông thương với cửa khẩu Kim Thủy Hà ở xã Na Phà huyện Kim Bình tỉnh Vân Nam, Trung Quốc.
Khu kinh tế cửa khẩu này được thành lập để thúc đẩy thông thương giữa Việt Nam với Vân Nam, Trung Quốc. Hiện tại cửa khẩu Ma Lù Thàng đang được dự định nâng cấp thành cửa khẩu quốc tế .

## Lịch sử
Ngày 17 tháng 12 năm 2001, Thủ tướng Chính phủ Việt Nam ra quyết định số 187/2001/QĐ-TTg cho phép cửa khẩu Ma Lù Thàng được áp dụng chính sách khu kinh tế cửa khẩu biên giới; khu kinh tế cửa khẩu Ma Lù Thang chính thức được thành lập vào tháng 10 cùng năm.
Theo dự định ban đầu của Chính phủ, khu kinh tế cửa khẩu Ma Lù Thàng sẽ nằm trên địa bàn các xã Ma Ly Pho và Mường So thuộc huyện Phong Thổ và xã Huổi Luông thuộc huyện Sìn Hồ. Sau một thời gian chuẩn bị về thủ tục và cơ sở hạ tầng, ngày 1/12/2005, khu kinh tế cửa khẩu Ma Lù Thàng chính thức được khai trương .

## Hoạt động
Khu kinh tế cửa khẩu Ma Lù Thàng có tổng diện tích là 43 ha. Khu kinh tế cửa khẩu Ma Lù Thàng có nhiều loại hình dịch vụ như: khu thương mại (trung tâm thương mại, kho hàng, bến bãi…), khu du lịch (nhà hàng, khách sạn, các làng văn hóa dân tộc…), khu vui chơi giải trí,..
Đầu tư vào khu kinh tế cửa khẩu Ma Lù Thàng sẽ được hưởng các chính sách ưu đãi theo quyết định số 02/2004/QĐ-UB ngày 10 tháng 03 năm 2004 của UBND Tỉnh Lai Châu, việc phát triển của cửa khẩu Ma Lù Thàng cũng được Chính phủ và UBND Tỉnh rất quan tâm.
Hiện nay, việc xây dựng trụ sở của khu kinh tế cửa khẩu đã cơ hoàn thành, gồm nhà liên hợp, trung tâm thương mại, của hàng miễn thuế, nhà hàng, khách sạn, bến bãi, nhà kho… và việc san ủi mặt bằng cơ bản đã hoàn thành. UBND Tỉnh Lai Châu cũng đang kêu gọi và ban hành nhiều chính sách ưu đãi để thu hút các nhà đầu tư, các doanh nghiệp và các tập đoàn kinh tế đầu tư vào khu vực này .